# Luciano Benjamín Cisneros
Luciano Benjamín Cisneros, (Huánuco, 1832 - Chosica, 20 de abril de 1906) fue un abogado, jurista, diplomático y político peruano. Fue ministro de Justicia e Instrucción (1868), diputado por Huánuco en diversos periodos y decano del Colegio de Abogados de Lima (1887-1894).

## Biografía
Sus padres fueron Roberto Benjamín y Nicolasa Cisneros. Perteneció a una familia establecida en Lima, cuyos miembros sobresalieron en la política, las letras y las finanzas. Fue hermano de Luis Benjamín Cisneros, poeta, escritor y político, y de Manuel Benjamín Cisneros, magistrado y político. Se afirma que el verdadero padre de los hermanos Benjamín Cisneros fue el sacerdote Gregorio Cartagena.
Estudió en el Convictorio de San Carlos de Lima, donde se tituló de maestro en 1852. Se recibió como abogado ante la Corte Superior en 1853. Empezó a ejercer su profesión y simultáneamente colaboró en El Heraldo de Lima, aunque de manera anónima. En 1856 pasó a ejercer como profesor de Derecho Natural y Público en el convictorio carolino, cátedra que siguió regentando al organizarse la Facultad de Jurisprudencia en San Marcos en 1866.
Fue uno de los socios fundadores del Club Nacional el 19 de octubre de 1855.
En 1858 resultó elegido diputado suplente por Huánuco y se incorporó a la legislatura del año siguiente. Junto con Fernando Casós y otros diputados jóvenes, planteó la vacancia del presidente Ramón Castilla alegando que éste había burlado la ley.
En 1867 defendió brillantemente a Miguel Grau y a otros marinos, sometidos a consejo de guerra por negarse a aceptar como jefe de la escuadra nacional al comodoro estadounidense John R. Tucker, cuando el dictador Mariano Ignacio Prado quiso organizar una expedición libertadora a Filipinas, tras la guerra con España de 1865-1866. Durante su defensa, Luciano pronunció estas memorables palabras: «Los marinos no han cometido la más ligera falta. Si alguna hay, será efecto de un noble patriotismo, pero ¡las exageraciones del patriotismo se disimulan, no se penan!... ¡No hay delito señores, no hay delincuentes, solo hay mártires de la convicción y del deber que vienen a reclamar con perfecto derecho, el derecho de ser solemnemente absueltos!». El 11 de febrero de 1867 Grau fue declarado inocente.
En 1868 fue elegido diputado por la entonces provincia juninense de Huánuco y figuró entre los consejeros más importantes del presidente José Balta, cuyo primer gabinete ministerial integró como ministro de Justicia e Instrucción, desde el 6 de agosto de 1868. Poco después debió viajar al sur para socorrer a los afectados por el terrible terremoto del 13 de agosto de 1868. Su despacho fue atendido interinamente por el canciller José Antonio Barrenechea. El Senado aprobó un voto «de acción de gracias» por su labor, el mismo que fue rechazado por la Cámara de Diputados, arguyendo que Cisneros solo había cumplido con su deber. Cisneros renunció entonces, por considerar que había recibido un desaire (octubre de 1868). Su reemplazante en el ministerio fue Teodoro La Rosa.
Fue elegido diputado por la provincia de Huánuco luego de la creación del departamento de Huánuco en 1872, siendo reelegido en ese cargo hasta 1881. En la Cámara de Diputados defendió la legitimidad del contrato Dreyfus, que había sido impugnado por los consignatarios del guano. Durante el gobierno de Manuel Pardo y Lavalle (1872-1876) hizo desde el parlamento una oposición de gran altura. En 1878 viajó a Italia como enviado extraordinario y ministro plenipotenciario ad honorem, permaneciendo allí hasta 1882. Pasó luego a Francia y retornó al Perú tras finalizar la guerra del Pacífico. 
Fue elegido decano del Colegio de Abogados y su gestión se convirtió en la más extensa en la  historia de dicha institución (1887-1894). Esta obtuvo una renta considerable al otorgársele una participación en las multas aplicadas a las apelaciones judiciales. De otro lado, inició la edición de La Gaceta Judicial.
En 1904, ya en las postrimerías de su vida, fue elegido vocal de la Corte Superior de Lima